# Комитет защиты рабочих
Комитет защиты рабочих (пол. Komitet Obrony Robotników, KOR), в 1977—1981 — Комитет социальной самообороны — Комитет защиты рабочих (пол. Komitet Samoobrony Społecznej KOR), в русском написании обычно Комитет общественной самообороны — КОР, КОС-КОР — польская оппозиционная правозащитная организация 1976—1981 годов. Выступал с позиций демократического социализма, левого либерализма и католического солидаризма. Занимался правозащитной деятельностью в политической и социально-трудовой сферах, прежде всего помощью преследуемым в ПНР забастовщикам и репрессированным диссидентам. Сыграл важную политическую роль как структура, соединившая интеллигентскую оппозиционность с массовыми рабочими протестами. Многие члены КОС-КОР стали ведущими активистами Солидарности и крупными политиками Третьей Речи Посполитой.

## Создание. Инициаторы и первые выступления
В июне 1976 года повышение цен в ПНР вызвало забастовки и демонстрации рабочих, особенно в Радоме и Урсусе (предместье Варшавы с большим заводом сельскохозяйственных машин «Урсус»). Правящая ПОРП жестоко подавила протесты. Многие рабочие уволены, некоторые арестованы и отданы под суд.
Группа диссидентской интеллигенции демосоциалистического и католического направления решила оказать преследуемым рабочим правовую и социальную помощь. Начался сбор средств для семей осуждённых и уволенных, организация информационной поддержки. Первый контакт был установлен на судебном процессе в Варшаве 16-17 июля 1976 года.
Инициаторами создания КОР как организации стали Антоний Мацеревич, Яцек Куронь, Пётр Наимский, Ян Юзеф Липский. Первое заявление КОР датировано 11 сентября 1976. Авторами документа стали Антоний Мацеревич, Пётр Наимский и Войцех Онышкевич. 23 сентября 1976 года появилось публичное «Воззвание к народу и руководству ПНР», ставшее учредительской декларацией Комитета защиты рабочих. Под ним стояло 14 подписей:
- Антоний Мацеревич, 28 лет, историк-этнограф.

- Пётр Наимский, 25 лет, биохимик.

- Яцек Куронь, 42 года, диссидент-социалист, недавний политзаключённый.

- Ян Юзеф Липский, 50 лет, журналист.

- Эдвард Липиньский, 87 лет, профессор-экономист, ветеран революционного движения и Польской социалистической партии, участник польско-советской войны.

- Людвик Цон, 74 года, адвокат, активист социалистического подполья конца 1940-х.

- Антоний Пайдак, 81 год, юрист, ветеран Польских легионов, командир социалистической Рабочей милиции, в 1945 осуждённый в СССР по Процессу шестнадцати.

- Юзеф Рыбицкий, 74 года, преподаватель филологии, в 1940-х участник Варшавского восстания, боец Армии Крайовой, активист антикоммунистической подпольной организации Свобода и Независимость.

- Ежи Анджеевский, 67 лет, известный писатель.

- Станислав Бараньчак, 29 лет, литератор.

- Анела Стеинсбергова, 80 лет, адвокат, в 1940-х активистка Жеготы.

- Адам Щипёрский, 80 лет, историк, ветеран Польской соцпартии и Польской соцпартии — Прежней революционной фракции, руководитель классовых профсоюзов в 1930-х, участник польско-советской войны и Варшавского восстания, заключённый Заксенхаузена.

- Ян Зея, 79 лет, католический священник, в 1940-х активист Жеготы, участник Варшавского восстания.

- Войцех Зембиньский, 51 год, издательский работник, католический активист (в 1977 перешёл в более правое Движение защиты прав человека и гражданина Лешека Мочульского).

Таким образом, инициативная группа Комитета защиты рабочих включила представителей трёх поколений польского общественного движения (Эдвард Липиньский участвовал ещё в революции 1905, Антоний Пайдак и Адам Щипёрский были соратниками Юзефа Пилсудского). Возраст половины инициаторов превышал 70 лет (четверо из этих семерых достигли или превысили 80-летие). Идеологически почти все являлись социалистами.
В Воззвании говорилось: «Жертвы нынешних репрессий не могут рассчитывать на какую-либо помощь со стороны существующих ради этого организаций, например, профсоюзов, роль которых жалкая. В помощи им отказывают также институты социального содействия. В данной ситуации эту роль должна взять на себя общественность, в интересах которой выступили репрессированные. У народа нет других методов защиты от произвола, кроме как солидарность и взаимная помощь».

## Первые месяцы активности. Достижение поставленной задачи
С конца сентября началось присоединение к КОР. В 1976—1977 к Комитету примкнули (не всегда формально вступая) 36-летний физик Збигнев Ромашевский, его жена Зофия, 30-летний диссидент, недавний политзаключённый Адам Михник, 22-летний социолог Людвик Дорн, 46-летний юрист Ян Ольшевский, 27-летний искусствовед, недавний политзаключённый Богдан Борусевич, 36-летний оппозиционный активист инженер Генрик Вуец, 27-летний химик Мирослав Хоецкий, 28-летний историк Войцех Онышкевич. С 1979 активным деятелем Комитета стал 35-летний бывший сотрудник прокуратуры Богуслав Слива, уволенный за расследование убийства, совершенного офицером милиции.
Активную поддержку оказывали жена Куроня Гражина и 39-летний медиевист Кароль Модзелевский, видная фигура левосоциалистической оппозиции. Письмо в поддержку требований КОР направили в сейм ПНР гданьские оппозиционные активисты Анджей и Иоанна Гвязда. Под проведение собраний предоставил свою квартиру бывший секретарь Варшавского комитета ПОРП Стефан Сташевский, попавший в жёсткую опалу во время антисемитской кампании 1968 и сильно эволюционировавший во взглядах.
Первоочередные задачи КОР заключались в освобождении осуждённых и восстановлении на работе уволенных забастовщиков лета 1976. Были сформированы «группа Урсуса» (Мацеревич, Онышкевич, Вуец) и «группа Радома» (супруги Ромашевские, Хоецкий). КОР требовал также расследования событий комиссиями сейма, наказания функционеров ПОРП и госбезопасности.
Преследуемым оказывалась денежная, юридическая, информационная помощь. Члены КОР собирали деньги для рабочих семей, сводили их с адвокатами, присутствовали на судебных заседаниях и распространяли информацию. Помощь получили сотни людей в разных городах Польши. Ромашевские учредили информационное бюро, Липский — Фонд социальной самообороны. Супруги Куронь опубликовали телефон для экстренных обращений.

Рождается новый фактор — появляется Комитет защиты рабочих, знаменитый КОР, отчасти вдохновлённый примером советских правозащитников. Только в Польше другой объект защиты — в первую очередь рабочие. КОР становится центром кристаллизации гражданского общества. Бурно растут самиздатские журналы и книжные издательства. Развивается неофициальное образовательное движение «летучих университетов», возникают первые ячейки свободных профсоюзов.

Павел Кудюкин

Принципиальной установкой КОР был категорический отказ от насилия. Выдвигался лозунг Куроня, сформулированный после событий на Балтийском побережье зимы 1970/1971: «Не жгите партийные комитеты, а создавайте свои». Однако возникновение КОР вызвало резкую реакцию властей. В отношении активистов практиковались увольнения и затруднения в трудоустройстве, иногда прямые нападения и избиения (семья Куронь, Дорн, Хоецкий). За «незаконные сборы средств» подвергался штрафам Липский.
В мае 1977 Мацеревич, Наимский, Куронь, Михник, Липский, Хоецкий и ещё несколько человек были арестованы госбезопасностью. Это вызывало голодовку протеста в костёле Святого Мартина и широкий резонанс в Западной Европе и США.
Власти предпочли не обострять ситуацию. 22 июля 1977 была объявлена амнистия членам КОР и осуждённым за «беспорядки» рабочим. На следующий день все они были освобождены. Таким образом, оказалась достигнута первоначальная цель Комитета защиты рабочих. Однако организация продолжила свою деятельность. 29 сентября 1977 КОР был переименован в Комитет социальной самообороны — Комитет защиты рабочих. От конкретно-ситуативных задач организация переходила к концептуальным.

## Продолжение деятельности. Социальная самооборона
КОС-КОР продолжал активно налаживать связи и взаимодействие между диссидентской интеллигенцией и рабочими массами. Комитет оказывал поддержку всем, кто за ней обращался — включая уволенных не только по политическим мотивам, но и за дисциплинарные нарушения.

В Варшаве наготове активисты Комитета общественной самообороны — Комитета защиты рабочих. КОС-КОР уже четыре года как занимается кружковой работой с трудящимися, объясняя, чем рабочая демократия отличается от бюрократической диктатуры. А заодно конкретно помогает в конфликтах с администрацией. Причём интеллигенты-марксисты идут на помощь каждому «роболе», даже откровенному бузотёру.

Поддерживались связи с нелегальными ячейками Свободных профсоюзов Побережья, активистами которых были, в частности, Анджей Гвязда и Лех Валенса. Дважды в месяц издавался бюллетень Robotnik. Действовала система Летучих университетов, было организовано подпольное книжное издательство NOWA. При этом в КОС-КОР разрабатывались концепции будущего общественного строя, основанные на совмещении принципов социалистического самоуправления и католического солидаризма.
О работе комитета становилось широко известно в Польше и за рубежом благодаря его связям с иностранными корреспондентами и эмиграцией, благодаря передачам радиостанции «Свободная Европа».
Летом 1978 года на польско-чехословацкой границе состоялась встреча лидеров КОС-KОР и Хартии-77 (в числе других в ней участвовали Яцек Куронь и Вацлав Гавел). В 1979 представитель КОР Збигнев Ромашевский ездил в Москву для встречи с А. Д. Сахаровым.
Власти ПНР крайне негативно относились к деятельности КОС-КОР и оказывали на организацию постоянное жёсткое давление, в том числе силовое. Однако относительно «либеральный» режим Эдварда Герека старался избегать крупномасштабных репрессий. Советские источники утверждали, что «обязательство „не трогать“ КОС-КОР» при отказе в его легализации было дано Гереком в декабре 1977, во время визита в Польшу президента США Джимми Картера. Причина такой «лояльности» заключалась в долговых обязательствах правительства ПНР перед международными финансовыми организациями. Кроме того, власти вынуждены были учитывать общественные настроения.

## Комитет в «Солидарности»
В августе 1980 года активисты КОС-КОР оказали всемерную поддержку забастовочному движению, участвовали в выработке «21 требования» Межзаводского забастовочного комитета. Куронь, Михник, Модзелевский, Липиньский стали авторитетными экспертами профобъединения Солидарность. Куронь выступал как ведущий оратор, Михник — организатор, Модзелевский — стратег, Липиньский — экономист профсоюза.
В советских публикациях 1980-х КОС-КОР назывался «штабом польской контрреволюции», его идеология характеризовалась как «буржуазный либерализм, социал-реформизм, троцкизм и даже сионизм» (одновременно). В то же время советские авторы признавали, что «в этой смеси не было только фашизма, крайне правого консерватизма и воинствующего великопольского шовинизма». Признавалось и то, что лидеры и активисты КОС-КОР не являлись «примитивными платными агентами западных спецслужб».
Представители КОС-КОР обычно занимали в «Солидарности» относительно умеренную политическую позицию. Их риторика оставалась социалистической, тактика предполагала поиск компромисса с ПОРП. Эту позицию поддерживал Лех Валенса, но она приводила к серьёзным конфликтам с радикальным крылом «Солидарности», готовым на конфронтацию с властями (Ян Рулевский, Северин Яворский, Мариан Юрчик, Анджей Гвязда).
Идеология же и стратегия КОС-КОР отличались радикализмом: они основывались на концепции Модзелевского о развитии самоуправления, берущего на себя жизнеобеспечение общества и тем самым вытесняющего бюрократию из органов власти.
23 сентября 1981 года, в пятую годовщину Комитета, профессор Липиньский, выступая на I съезде «Солидарности», объявил о роспуске КОС-КОР, поскольку «Солидарность» переняла функции и кадры Комитета.

Сегодня возникли мощные силы социальной самообороны, особенно «Солидарность», подлинный представитель общества. Мы считаем, что каждый, кому близки Комитета защиты рабочих и Комитета социальной самообороны КОР, должен сегодня действовать в рядах «Солидарности».

В пятую годовщину Комитета защиты рабочих его дело выглядит завершённым. Никто не обвинит нас в том, что это решение продиктовано страхом перед нападками официальной пропаганды. Мы делаем это, оставаясь верными нашим ценностям чести и правды.

Не нам судить о нашей работе. Но мы хотели бы, чтобы она стала вкладом в великое национальное дело: создание независимой, справедливой, демократической Польши.

Эдвард Липиньский

## Судьбы лидеров
- Антоний Мацеревич был интернирован после введения военного положения в 1981. Бежал, скрывался в подполье. В 1989 был среди основателей Христианско-национального союза. В период президентства Леха Качиньского и премьерства Ярослава Качиньского — заместитель министра обороны, начальник военной контрразведки. Занимал пост министра внутренних дел в правительстве Яна Ольшевского (1991—1992), министра национальной обороны в правительстве Беаты Шидло (2015—2019). Состоял в правоконсервативном Движении польской реконструкции. Неоднократный депутат сейма. Видный деятель партии Право и справедливость.

- Пётр Наимский в 1981—1984 представлял подпольную «Солидарность» в США. Вернувшись в Польшу, работал в СМИ. При правительстве Яна Ольшевского возглавлял Управление охраны государства в структуре МВД (министром был Мацеревич). Состоял в тех же правых партиях, что Мацеревич. Независимый депутат сейма.

- Ян Юзеф Липский был интернирован при военном положении, в 1982 уехал в Великобританию, вскоре вернувшись, вновь был арестован. Участвовал в оппозиционной деятельности вместе с Липиньским и Ромашевским. В 1987 основал новую Социалистическую партию, на следующий год — более радикальную соцпартию демократической революции. Активно участвовал в протестных акциях конца 1980-х. В 1989 был избран в сенат. Скончался в 1991.

- Яцек Куронь был интернирован, затем арестован и амнистирован. Выступил одним из организаторов Круглого стола. Занимал пост министра труда в первом правительстве «Солидарности» во главе с Тадеушем Мазовецким. Состоял в либеральных партиях, в том числе Унии свободы. Основал университет имени Липского. Сохранял в обществе высокий моральный авторитет. Скончался в 2004.

- Адам Михник также интернировался, арестовывался, амнистировался. Являлся одной из ключевых фигур со стороны «Солидарности» на переговорах в Магдаленке и Круuлом столе. Является бессменным главным редактором популярного издания Gazeta Wyborcza.

- Збигнев Ромашевский во время военного положения организовал подпольное радио «Солидарности». Был арестован, несколько лет провёл в тюрьме. Освободившись по амнистии, продолжал активную оппозиционную деятельность. В 1989 был избран в сенат, сохранял мандат в течение 22 лет. Выступал в поддержку украинского Евромайдана. Играл видную роль в польской правовой и информационной политике. Скончался в 2014.

- Генрик Вуец после интернирования, ареста и амнистии в 1988 стал секретарём Леха Валенсы. Был участником Круглого стола. Состоял в Унии свободы, занимал пост госсекретаря министерства сельского хозяйства в правительстве Ежи Бузека. Является советником президента Бронислава Коморовского. Скончался в 2020.

- Эдвард Липиньский находился под надзором госбезопасности, оставаясь уважаемым экономистом. Выступал в официальной печати по проблемам хозяйственных реформ. Продолжал правозащитную активность. Скончался в 1986.

- Богдан Борусевич скрывался в подполье с 1981 по 1986. Амнистирован через два года после ареста. Активно участвовал в забастовочном движении 1988. В 1991—2001 — депутат сейма, был госсекретарём МВД в правительстве Бузека. В 2005—2015 — маршал Сената Польши, 8 июля 2010 временно исполнял обязанности президента Польши. Поддерживал Леха Качиньского, затем перешёл в Гражданскую платформу Дональда Туска.

- Ян Ольшевский в 1980-е занимался юридической защитой активистов «Солидарности». Активно участвовал в политических процессах конца 1980-х — начала 1990-х, принадлежал к окружению Валенсы. Возглавлял правительство Польши в 1991—1992. Был основателем и многолетним лидером Движения польской реконструкции. Скончался в 2019.

- Людвик Дорн в 1980-е выступал с политическими заявлениями, призывал к объединению польской армии, католической церкви и «Солидарности» против аппарата ПОРП. С 1990 поддерживал политические проекты братьев Качиньский. Был вице-премьером и министром внутренних дел в правительстве Ярослава Качиньского, затем — Маршалом Сейма, возглавлял парламентский клуб партии «Право и справедливость». Депутат от консервативной христианско-демократической партии Солидарная Польша.

- Войцех Онышкевич при военном положении скрывался в подполье. Занимался документированием фактов репрессий. В 1989—1990 возглавлял аппарат Гражданского комитета «Солидарность». Был министром национальной обороны в правительствах Ольшевского и Бузека. Впоследствии занялся бизнесом.

- Антоний Пайдак активно участвовал в «Солидарности». В марте 1981 подвергся нападению «неизвестных лиц», предположительно агентов госбезопасности. Скончался в 1988, за месяц до нового подъёма забастовочной волны, приведшей в конечном итоге к падению режима ПОРП. Его именем названы улицы в Варшаве, Кракове, Радомско.

- Мирослав Хоецкий эмигрировал во время военного положения. Вернувшись в 1990, занимался созданием новых СМИ. Является почётным президентом Ассоциации свободного слова. Политически поддерживает Гражданскую платформу Дональда Туска.

- Адам Щипёрский скончался в 1979.

- Людвик Цон скончался на следующий день после введения военного положения в 1981.

- Юзеф Рыбицкий скончался в 1986.

- Ежи Анджеевский скончался в 1983.

- Анела Стеинсбергова принимала участия в проекте новой соцпартии Яна Юзефа Липского, скончалась в 1988.

- Ян Зея активно поддерживал «Солидарность» с позиций костёла. Скончался в 1991.

- Войцех Зембиньский во время военного положения было объявлен в розыск, несколько месяцев скрывался в подполье. Был арестован, полгода провёл в тюрьме. Активно участвовал в деятельности национально-католической оппозиции. После 1989 года поддерживал Леха Валенсу, затем Яна Ольшевского. Много занимался восстановлением исторической памяти о жертвах коммунистических репрессий, возглавлял Польский фонд Катыни. Состоял в Комитете «Польша — Чечня». Скончался в 2001.

- Станислав Бараньчак в 1981 эмигрировал в США. Преподавал в Гарварде, участвовал в деятельности польской диаспоры. Скончался в 2014.

Из 14 соучредителей КОР, подписавших Воззвание 1976, смену общественного строя Польши увидели 7 человек.

## Историческое значение
Польское протестное движение, его длительная борьба и конечная победа ассоциируется прежде всего с многомиллионной «Солидарностью». Однако в самой «Солидарности» отдают должное роли КОС-КОР как кристаллизующего ядра и генератора социально-политической программы.

Работа КОР закончилась — её продолжают другие, более мощные силы. Однако задачи борьбы за независимую Польшу, права человека и гражданина остаются прежними.

Эдвард Липиньский